# ペカンパイ

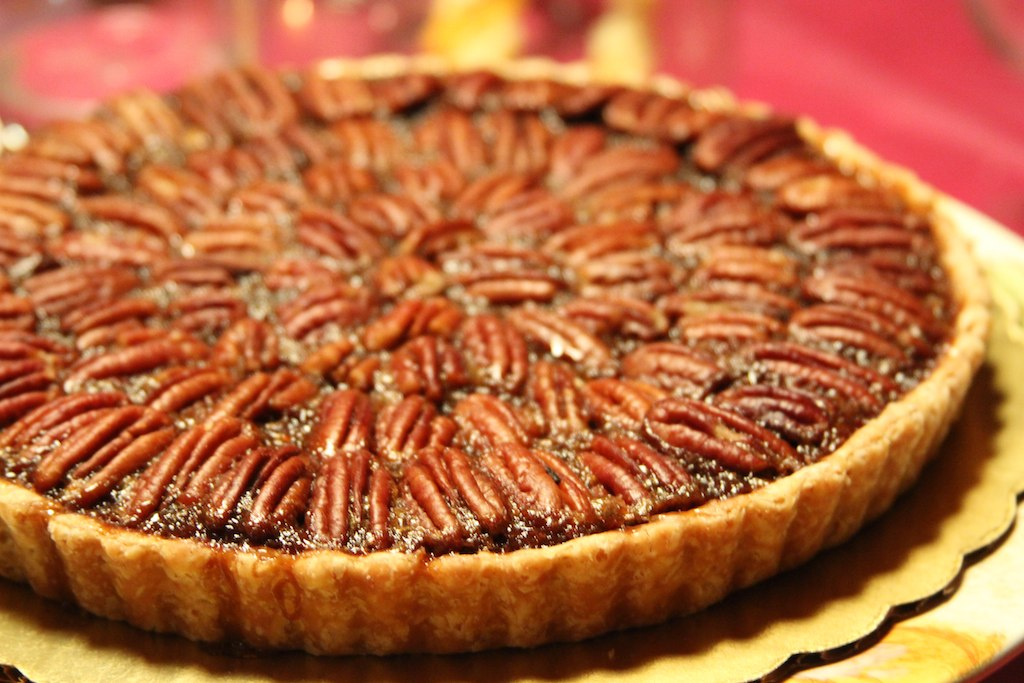
ペカンパイ

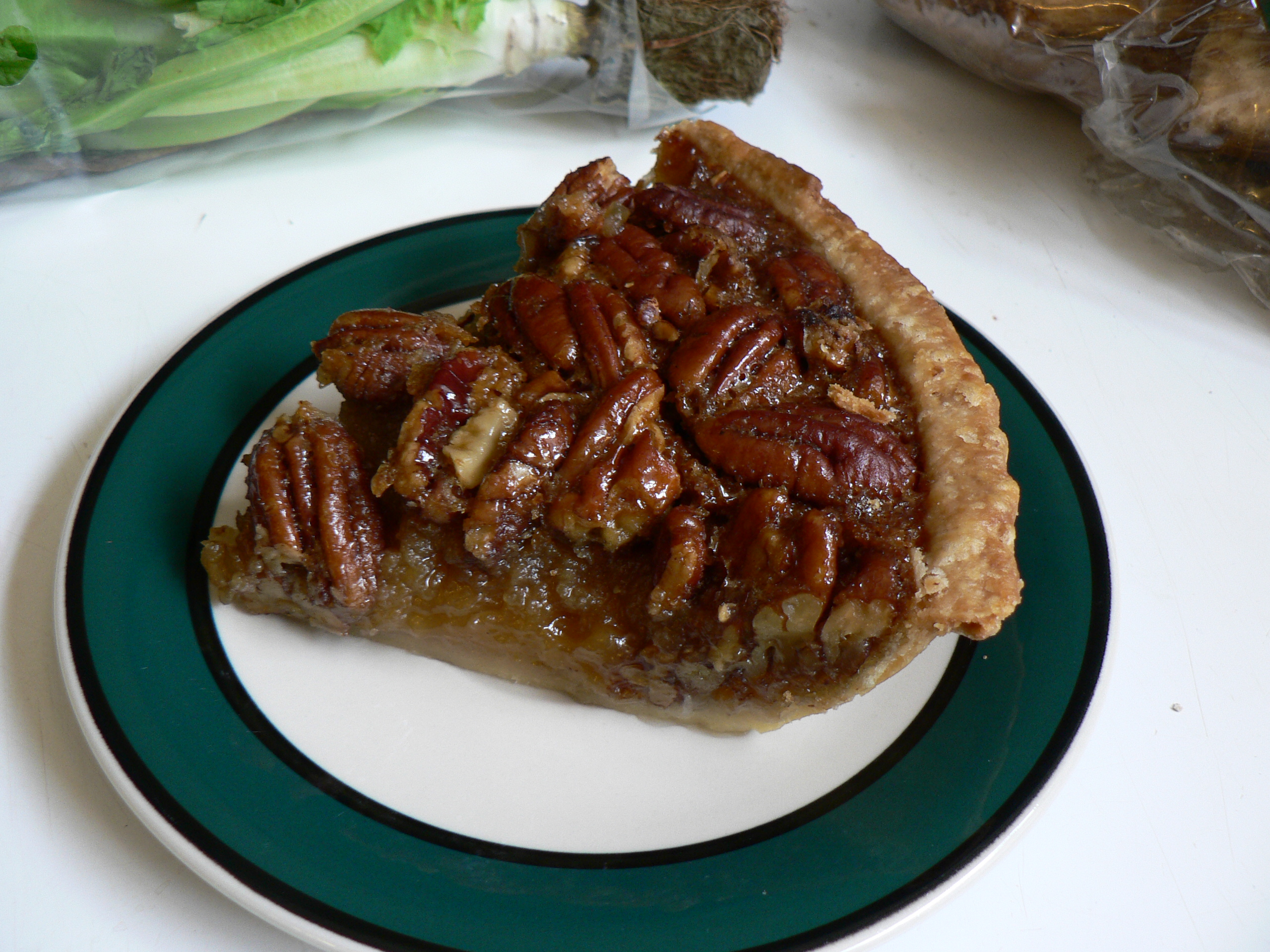
1切れのペカンパイ

ペカンパイまたはピーカンパイ（英: pecan pie）とは、コーンシロップとペカンナッツで作る甘いパイである。
よく感謝祭やクリスマスなど祝日の食事に供され、ペカンの産地アメリカ合衆国南部の名物とされる。
最も基本的なペカンパイは、パイ皿に練りパイ生地を敷き、コーンシロップ、砂糖、溶き卵、溶かしたマーガリンまたはバター、バニラエッセンス、ペカンナッツを混ぜ合わせたものを流し込んでからオーブンで焼いて作る。焼き上がったペカンパイの表面はペカンナッツで覆われ、その下に茶色の甘いカスタード状の層ができる。少量の塩を加えたり、チョコレートやバーボン・ウイスキー等を添加して変化をつけることもある。
ペカンパイにはホイップクリームやバニラアイスクリームが添えられることが多い。
ニューヨークのミシュラン1つ星「ピーター・ルガー・ステーキハウス」 (Peter Luger Steak House) の名物デザートとしても知られている。

## 起源
ニューオーリンズに入植したフランス人がインディアンからペカンナッツのことを教えられてからすぐに砂糖とサトウキビのシロップを用いたペカンパイを考案したといわれており、「ニューオーリンズ」の名を冠したペカンパイのレシピも見られる。しかし、1897年以前に印刷されたペカンパイのレシピは無く、ファニー・ファーマー (Fannie Farmer) や『The Joy of Cooking』等の著名な料理本には1940年まで記載されなかった。
キャロ（Karo）社の販売する家庭用コーンシロップの人気とともに、ペカンパイとそのレシピが普及した。キャロ社のウェブサイトでは、この料理は1930年代の営業幹部の妻による「コーンシロップの新たな使用法」の「発見」であると主張している。ほとんど全てのペカンパイのレシピがキャロ社のコーンシロップを材料に指定している。

## アメリカ文学作品におけるペカンパイ
ベカンパイは、アメリカ文学およびアメリカのテレビ番組において、感謝祭やクリスマスなど特別な行事にまつわる料理として表現されている。
- ファニー・フラッグ (Fannie Flagg) , A Redbird Christmas: A Novel. 2004; Random House; ISBN 1-4000-6304-3

- ジャン・カロン (Jan Karon) , A Light in the Window (The Mitford Years). 1996; Penguin; ISBN 0-14-025454-4

- フランシス・メイズ (Frances Mayes) , 『イタリア・トスカーナの休日』 (Under the Tuscan Sun) . 1997; Broadway; ISBN 0-7679-0038-3